# Mrija (Ukraina)
Mrija (ukr. Мрія) – wieś na Ukrainie, w  obwodzie kijowskim, w rejonie buczańskim, w hromadzie Dmytriwka. W 2001 liczyła 135 mieszkańców, spośród których 131 wskazało jako ojczysty język ukraiński, a 4 rosyjski.